# Буюклы, Антон Ефимович
Анто́н Ефи́мович Буюклы́ (1915—1945) — старший сержант Рабоче-крестьянской Красной Армии, участник советско-японской войны, Герой Советского Союза (1965).

## Биография
Антон Буюклы родился в 1915 году в селе Александровка (ныне — Акимовский район Запорожской области Украины) в крестьянской семье. По национальности гагауз. Получил начальное образование, работал в колхозе в родном селе. Потом он уехал в Среднюю Азию, поселился в Ходженте, где стал работать трактористом.
В 1941 году был призван на службу в Рабоче-крестьянскую Красную Армию. Проходил службу на Дальнем Востоке. Отличился во время освобождения Сахалина от японских войск в ходе советско-японской войны. Старший сержант Антон Буюклы командовал пулемётным расчётом 165-го стрелкового полка 79-й стрелковой дивизии 16-й армии 2-го Дальневосточного фронта.
Полк Буюклы наступал в первом эшелоне советских войск. 14 августа 1945 года у железнодорожной станции Котон (ныне — посёлок Победино Смирныховского района Сахалинской области) наступающие полковые подразделения были остановлены сильным пулемётным огнём из дзота. Буюклы добровольно вызвался уничтожить дзот и пополз с гранатой к нему. На расстоянии десяти шагов он, получив тяжёлое ранение, остановился, но нашёл в себе силы подняться и закрыть собой амбразуру дзота. Ценой собственной жизни Буюклы обеспечил успех боевых действий полка. Похоронен в селе Леонидово Поронайского района.
Указом Президиума Верховного Совета СССР от 6 мая 1965 года за «образцовое выполнение боевых заданий командования на фронте борьбы с японскими милитаристами и проявленные при этом отвагу и геройство» старший сержант Антон Буюклы посмертно был удостоен высокого звания Героя Советского Союза. Также был награждён орденом Ленина. Навечно зачислен в списки личного состава воинской части.
Памятник Буюклы установлен в селе Владимировка Акимовского района. В его честь названы лесопромышленный комбинат, совхоз, посёлок, железнодорожная станция в Сахалинской области, теплоход Министерства Морского Флота, улица в областном центре — городе Южно-Сахалинск, проспект в Поронайске, а так же улица в родном селе Александровка Акимовского района.